# ثقبة ممزقة
الثقبة الممزقة (foramen lacerum) هي ثقب مثلثي في قاعدة الجمجمة. يقع بين العظم الوتدي، وقمة الجزء الصخري من العظم الصدغي، والجزء القاعدي من العظم القذالي.

## البنية
تقع الثقبة الممزقة بين 3 عظام:
- العظم الوتدي (مشكلًا الحدود الأمامية).[3]:776
- قمة الجزء الصخري من العظم الصدغي (مشكلًا الحدود الخلفية الوحشية).[3]:776[4]
- الجزء القاعدي من العظم القذالي (مشكلًا الحدود الخلفية الإنسية).[3]:776

تعتبر نقطة تقاطع 3 دروز في الجمجمة:
- الدرز الصخري القذالي.[3]:776[5]
- الدرز الوتدي الصخري.[3]:776
- الدرز الوتدي القذالي.[5]

### العلاقات
تقع الثقبة الممزقة إلى الأمام الإنسي للنفق السباتي.:776
يمر الشريان السباتي الباطن من النفق السباتي في قاعدة الجمجمة، ويخرج ويسير فوق الثقبة الممزقة عند خروجه من النفق السباتي؛ لا يمر الشريان السباتي الباطن عبر الثقبة الممزقة. (يسمى الجزء من الشريان السباتي الباطن الذي يسير فوق الثقبة الممزقة بالجزء الممزق[بحاجة لمصدر] (بالإنجليزية: lacerum segment)‏).

### التطور
تُملأ الثقبة الممزقة بنسيج غضروفي بعد الولادة.:776

## الأهمية السريرية
وُصِفَت الثقبة الممزقة بأنها بوابة دخول إلى الجمجمة للأورام، بما في ذلك سرطان البلعوم الأنفي، والورم الليفي الوعائي اليفعي، والسرطانة الغدانية الكيسية، والورم الميلانيني، واللمفوما.

## التاريخ
أول ذكر مسجل للثقبة الممزقة كان بواسطة عالم التشريح فينزيل غروبر عام 1869. تم إهمال دراسة الثقبة لسنوات عديدة بسبب الدور الصغير الذي تلعبه في الجراحة داخل الجمجمة.

## صور إضافية

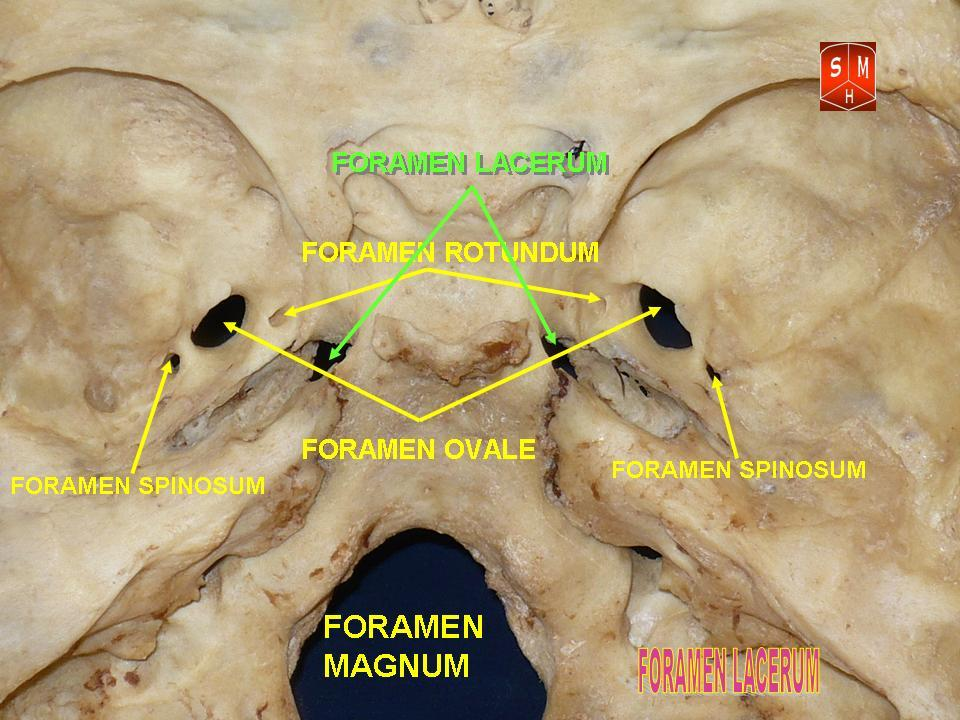
الثقبة الممزقة

## وصلات خارجية
- صورة لمجسم في جامعة واينسبرغ
- درسٌ تشريحي حول cranialnerves مُعدٌ بواسطة ويسلي نورمان (جامعة جورجتاون). (VII)
- "Anatomy diagram: 34257.000-1". Roche Lexicon - illustrated navigator. Elsevier. مؤرشف من الأصل في 2012-07-22.
- Image at ucsd.edu نسخة محفوظة 2021-10-21 على موقع واي باك مشين.